# Nukâka Coster-Waldau
Nukâka Coster-Waldau, tidigare Sascha Nukâka Motzfeldt, född 23 februari 1971 i Uummannaq, är en grönländsk sångare och skådespelare. Hon utbildades till skådespelare på Statens Teaterskole i Köpenhamn under 2005.
Sedan 1998 har hon varit gift med skådespelaren Nikolaj Coster-Waldau. Tillsammans har de två barn. År 1990 var hon Grönlands kandidat i skönhetstävlingen Miss Universum.

## Filmografi

### Film
- Ljusets hjärta (1998)
- Vildspor (1998)
- Himmerland (2008)

### TV-serier
- Forsvar (2003-04)
- Forbrydelsen (2007)
- 2020 – Tunn is (TV-serie)